# Красивинский сельский округ
Краси́винский се́льский окру́г (каз. Красивое ауылдық округі) — административная единица в составе Есильского района Акмолинской области Республики Казахстан. Административный центр — село Красивое.

## История
По состоянию на 1989 год, существовал Красивинский сельсовет (сёла Красивое, Ленинское, Тасоба, Кумай и станция Красивая).
Красивинский сельский округ образовался на базе Красивинского сельсовета в 1998 году.
Село Тасоба было ликвидировано в 2013 году.
В 2019 году в состав сельского округа вошло село Ярославка. 

## Население
| Динамика численности населения | Динамика численности населения | Динамика численности населения |
| 1989                           | 1999                           | 2009                           |
| ------------------------------ | ------------------------------ | ------------------------------ |
| 3 757                          | 2 824                          | 1 807                          |

## Состав
В нынешний момент в состав сельского округа входят 5 населённых пункта:
| № | Населённый пункт | Тип населённого пункта       | Население, 1989 | Население, 1999 | Население, 2009 |
| - | ---------------- | ---------------------------- | --------------- | --------------- | --------------- |
| 1 | Красивая         | станция                      | 377             | 587             | 274             |
| 2 | Красивое         | село, административный центр | 2 315           | 1 501           | 1 115           |
| 3 | Кумай            | село                         | 214             | 204             | 212             |
| 4 | Ленинское        | село                         | 356             | 239             | 201             |
| 5 | Тасоба           | село (бывшее)                | 495             | 293             | 5               |
| 6 | Ярославка        | село                         | 998             | 682             | 362             |

## Экономика
Экономика сельского округа имеет сельскохозяйственную направленность. 

## Объекты округа

### Объекты образования
В округе функционирует 3 общеобразовательных школы с контингентом учащихся в более 400 человек.

### Объекты культуры и спорта
В округе функционирует 2 клуба, 2 библиотеки, 1 стадион, 3 спортзала и 4 спортплощадки.

## Управление
По итогам выборов акимов сельского уровня 25 июля 2021 года, акимом сельского округа был избран выдвиженец партии "Нур Отан" Жармаганбетов Сагит Рахымжанович (1968 года рождения) набравший 665 голосов из 1 087 (61,18%).
27 июля 2021 года назначен акимом Красивинского сельского округа Есильского района Акмолинской области.